# Aleksej Gorlačëv
Aleksej Michailovič Gorlačëv (in russo Алексей Михайлович Горлачёв?; traslitterazione anglosassone Alexey Mikhailovich Gorlachyov; Bratsk, 6 maggio 1981) è un ex bobbista ed ex slittinista russo.

## Biografia

### Slittino
Ha iniziato a gareggiare per la nazionale russa di slittino nelle varie categorie giovanili dal 1996, partecipando a diverse edizioni dei mondiali juniores e classificandosi al settimo posto nel singolo e al quinto nella gara a squadre a Lillehammer 2001. In Coppa del Mondo ha raggiunto la 21ª posizione in classifica generale della gara monoposto nel 2002/03. Ha inoltre preso parte alle olimpiadi di Salt Lake City 2002 classificandosi ventunesimo nel singolo mentre ai mondiali di Sigulda 2003 terminò la gara al ventesimo posto. Fu inoltre diciottesimo agli europei di Altenberg 2002.

### Bob
Passò al bob dal 2003 come pilota per la squadra nazionale russa. Debuttò in Coppa Europa a novembre 2006 disputando diverse stagioni complete e raggiungendo la terza posizione nella classifica generale del bob a quattro e la quarta nel bob a due nel 2007/08; fu invece quinto nella graduatoria finale della combinata nel 2008/09.
Colse il suo unico podio in Coppa del Mondo nel mezzo della stagione 2010/11, il 3 dicembre 2010 a Calgary, dove fu terzo nella competizione a squadre e il giorno successivo giunse settimo nel bob a due (suo miglior risultato) mentre nel bob a quattro non andò mai oltre l'ottavo posto raggiunto il 7 dicembre 2008 ad Altenberg. Detiene quali migliori piazzamenti in classifica generale il dodicesimo posto nel bob a due, il decimo nel bob a quattro e l'undicesimo nella combinata maschile, tutti raggiunti nel 2010/11.
Prese parte a due edizioni dei mondiali, totalizzando quali migliori risultati il 21º posto nel bob a due a Lake Placid 2009 e l'11º nel bob a quattro a Schönau am Königssee 2011. Agli europei conta invece due presenze con un dodicesimo posto a due colto a Winterberg 2011 e un nono a quattro conseguito a Schönau am Königssee 2014.

Disputò la sua ultima gara il 26 gennaio 2014 a Schönau am Königssee, tappa conclusiva della Coppa del Mondo 2013/14.

## Palmarès

### Coppa del Mondo
- Miglior piazzamento in classifica generale nel bob a due: 12° nel 2010/11;
- Miglior piazzamento in classifica generale nel bob a quattro; 10° nel 2010/11;
- Miglior piazzamento in classifica generale nella combinata: 11° nel 2010/11;
- 1 podio (nelle gare a squadre):
  - 1 terzo posto.

### Campionati russi
- 5 medaglie[1]:
  - 1 argento (bob a due nel 2004);
  - 4 bronzi (bob a due, bob a quattro nel 2005; bob a due nel 2012, bob a due nel 2013).

### Circuiti minori

#### Coppa Europa
- Miglior piazzamento in classifica generale nel bob a due: 4° nel 2007/08;
- Miglior piazzamento in classifica generale nel bob a quattro; 3° nel 2007/08;
- Miglior piazzamento in classifica generale nella combinata: 5° nel 2009/10;
- 8 podi (2 nel bob a due, 6 nel bob a quattro):
  - 2 vittorie (nel bob a quattro);
  - 1 secondo posto (nel bob a due);.
  - 5 terzi posti (1 nel bob a due, 4 nel bob a quattro).